# Горбачёв, Николай Степанович
Николай Степанович Горбачёв (15 мая 1948, Рогачёв, Гомельская область Белорусской ССР, СССР — 9 апреля 2019) — советский спортсмен (гребля на байдарках), олимпийский чемпион (1972), чемпион мира, заслуженный мастер спорта СССР (1972). Член КПСС с 1975 года. Заслуженный тренер БССР (1991).

## Спортивная карьера
- Олимпийский чемпион 1972 на байдарке-двойке (с В. Кратасюком) на дистанции 1000 м.
- Чемпион мира: 1974 (байдарка-четверка; 10000 м).
- Бронзовый призёр чемпионатов мира: 1971 (байдарка-четверка; 10000 м), 1975 (байдарка-четверка; 10000 м).
- Чемпион Европы 1974 (байдарка-четверка; 10000 м).
- 7-кратный чемпион СССР 1968—1975 годов на различных дистанциях в составе разных экипажей.

## Награды и звания
- Заслуженный мастер спорта СССР (1972).
- Заслуженный тренер БССР (1991).
- Почётный гражданин города Рогачёв (1996)[3].

## Память
- Стела с именем Н. С. Горбачёва на Аллее спортивной славы около Ледового дворца в Гомеле (15 сентября 2023 года)[4][5].
- Имя Н. С. Горбачёва присвоено СДЮШОР № 2 г. Рогачёва Гомельской области[6].